# Autostrada 5 (Izrael)
Autostrada 5 (hebr.: כביש 5) – autostrada i droga ekspresowa  położona w Izraelu. Biegnie ona od nadmorskiej równiny Szaron i aglomeracji miejskiej Gusz Dan do żydowskich osiedli położonych w rejonie miasta Ari’el w Samarii (północna część Zachodniego Brzegu Jordanu).

## Przebieg
Autostrada jest mocno obciążona, ponieważ przecina i łączy ze sobą cztery najważniejsze autostrady w obszarze aglomeracji miejskiej Gusz Dan.

### Obszar Gusz Dan
Autostrada nr 5 rozpoczyna się na węźle drogowym z drogą ekspresową nr 2  (Tel Awiw – Hajfa), na północ od Tel Awiwu. Autostrada kieruje się przez równinę Szaron na wschód, mija obszary przemysłowe i po 1 km dociera do dużego węzła drogowego „Glilot” z autostradą nr 20 (Ajjalon)  (Riszon le-Cijjon-Riszpon). Można tutaj zjechać na północ do Herclijji, lub na południe do Tel Awiwu.
Następnie autostrada wjeżdża w obszar miasta Ramat ha-Szaron i po 2 km dojeżdża do węzła drogowego „HaKfar HaYarok” z drogą nr 482 . Można tutaj zjechać na północ do Ramat ha-Szaron lub na południe do Tel Awiwu. Przy samym węźle jest położona szkoła HaKfar HaYarok. Następnie autostrada mija położone na południu centrum tenisowe Ramat ha-Szaron i po 3 km dociera do węzła drogowego „Morasha” z autostradą nr 4  (Erez–Kefar Rosz ha-Nikra). Można tutaj zjechać na północ do Ramat ha-Szaron, lub na południe do miast Petach Tikwa i Bene Berak.
Po 2 km jest zjazd na południe do dużego cmentarza Yarkon. Można tędy także zjechać do miasta Petach Tikwa. Po kolejnych 3 km dojeżdża się do węzła drogowego Yarkon z drogą ekspresową nr 40  (Kefar Sawa–Ketura). Można tutaj zjechać na południe do miasta Petach Tikwa lub na północ do miasta Hod ha-Szaron.

### Poza aglomeracją Gusz Dan

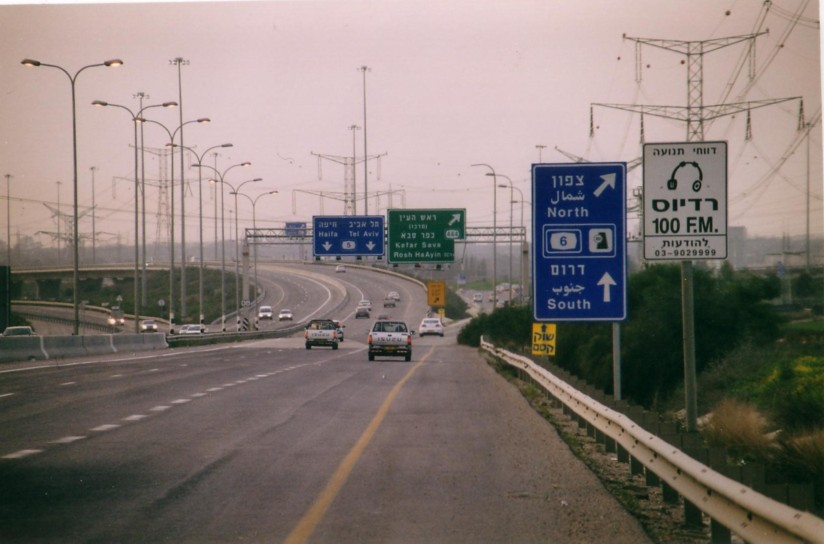
Węzeł drogowy „Kasem”

Następnie autostrada mija położony na południu Park Narodowy Mekorot HaYarkon i położony na północy moszaw Newe Jarak, i po 3 km dociera do dużego węzła drogowego „Kasem” z autostradą nr 6 i drogą nr 444. Można tutaj zjechać drogą nr 444 na północ do moszawu Chagor lub na południe do miasta Rosz ha-Ajin i kibucu Giwat ha-Szelosza.
Po 2 km jest zjazd z nitki północnej na drogę nr 5050 do miasta Kafr Kasim. Po kolejnym 1 km autostrada dojeżdża do węzła drogowego przy strefie przemysłowej Afek. Można tutaj zjechać na północ do miasta Kafr Kasim lub na południe do miasta Rosz ha-Ajin. Rejon ten jest początkiem dolin Szefeli.

### Zachodni Brzeg
Po minięciu Kafr Kasim, autostrada przekracza tzw. Zieloną Linię, która wyznacza granicę izraelsko-palestyńską sprzed 1967. Obecnie tutejsze tereny zostały wcielone do Izraela. Po 3 km autostrada dociera do zjazdu na drogę nr 505 . Można tutaj zjechać na północ do miasteczek Oranit i Elkana, oraz wioski Sza’are Tikwa. Na północ znajduje się arabska wioska Azzun Atma.
Po minięciu tego zjazdu droga traci status autostrady i dalej, już jako droga ekspresowa na wysokości miejscowości Elkana mija mur bezpieczeństwa i wjeżdża na tereny Autonomii Palestyńskiej. Po przekroczeniu granicy Autonomii Palestyńskiej, autostrada przyjmuje nazwę Autostrady Samarii (hebr. ממחלף קסם ועד אריאל, Kvish Hotze Shomron;ang. Cross-Samaria Highway).
Następnie droga przejeżdża wiaduktem nad arabską drogą, łączącą arabską wioskę Masha na północy z miastem Az-Zawija położonym na południu. Po 7 km jest węzeł drogowy ze zjazdem na drogę nr 446 , którą dojeżdża się do położonego na południu osiedla Beruchin.
Po 2 km jest węzeł drogowy z drogą nr 4765 . Można tutaj zjechać na północny zachód do strefy przemysłowej Barkan i osiedla Barkan lub na południowy zachód do strefy przemysłowej Ariel Ma'arav. Po 2 km droga ekspresowa kończy się na skrzyżowaniu z drogą nr 505 . Można nią pojechać dalej na wschód do miasta Ari’el lub na północny zachód do osiedli Rewawa i Kirjat Netafim.

## Historia
Początkowo autostrada 5 służyła jedynie gęsto zaludnionemu obszarowi aglomeracji miejskiej Gusz Dan, jednak na początku lat 90. XX wieku pojawiła się potrzeba wybudowania nowoczesnej drogi łączącej wybrzeże z rozbudowującymi się osiedlami żydowskimi w rejonie miasta Ariel w Samarii. Rejon ten był połączony z wybrzeżem starą drogą nr 505. Dlatego podjęto decyzję o przedłużeniu autostrady 5 o kolejne 20 km do miasta Ariel. Do dziś ta część autostrady pozostaje jednym z największych projektów rozbudowy infrastruktury, które Izrael przeprowadził na Zachodnim Brzegu.

## Plany budowy
Trwają prace budowlane nad ukończeniem ostatniego odcinka drogi ekspresowej przed miastem Ariel.